# باز-کوکوی ماداگاسکاری
باز-کوکوی ماداگاسکاری (نام علمی: Aviceda madagascariensis) که با نام‌های باز ماداگاسکاری یا شاهین-کوکوی ماداگاسکاری نیز شناخته می‌شود، گونه‌ای پرنده شکاری از تیرهٔ بازان (Accipitridae) است. این گونه بومی ماداگاسکار است.